# Stipe Perica
Stipe Perica (Zadar, 7. srpnja 1995.) hrvatski je nogometaš koji igra na poziciji napadača. Trenutačno igra za Dinamo Bukurešt.
Golom protiv Alaškerta, igrajući za Maccabi Tel-Aviv postao je prvi strijelac u povijesti grupne faze natjecanja UEFA Europske konferencijske lige.

## Klupska karijera

### Zadar
Stipe Perica počeo je igrati nogomet u Zadru, u školi nogometa. U svojoj prvoj seniorskoj sezoni za Zadar, zabio je u 20 susreta 8 golova i tako bio jedan od glavnih igrača koji su pomogli Zadru da zadrži prvoligaški status. Stipe je bio i najzaslužniji za izbacivanje Dinama iz hrvatskog kupa kada je zabio dva pogotka za Zadar u pobjedi 3:2 na Maksimiru.

### Chelsea
Nakon odlične sezone u Zadru, na ljeto 2013. godine Perica potpisuje petogodišnji ugovor za engleski Chelsea.

### NAC Breda
Odmah nakon potpisivanja za Chelsea, Stipe je poslan na jednogodišnju posudbu u nizozemski NAC Bredu.

### Udinese
Nakon provedenih dvije sezona u NAC Bredi, Stipe je poslan na posudbu u talijanski Udinese. Klub iz Udina je u ljetnom prijelaznom roku godinu kasnije otkupio ugovor hrvatskog napadača s Chelseajem.

## Vanjske poveznice
- Stipe Perica na hnl-statistika.com
- Stipe Perica na transfermarkt.co.uk